# Tacuadactylus
Tacuadactylus — рід птерозаврів родини Ctenochasmatidae, що існував на території Уругваю за пізнього юрського періоду. Типовим і наразі єдиним видом є T. luciae, описаний 2021 року.

## Історія вивчення
Зразок FC-DPV 2869, що став голотипом T. luciae, походить із нижньої частини формації Такуарембо, поблизу Серро-Батові, у департаменті Такуарембо, Уругвай. Він являє собою фрагмент рострума і форму з пісковику, що природньо утворилась навколо зразка і включає відбитки частини щелеп, що не збереглися скам'янілим кістковим матеріалом. Вперше FC-DPV 2869 було описано 2016-го року як риба-пила. Новий опис цього зразка, вже як птерозавра із підродини Gnathosaurinae родини Ctenochasmatidae, було опубліковано 2018, проте через фрагментарність його не було віднесено до жодного роду, нехай автори дослідження відзначали, що він може належати до нового таксона. 2021 року Сото і колеги виділили на основі цього матеріалу новий таксон, Tacuadactylus luciae, а також віднесли до нього FC-DPV 3416, два ізольовані зуби та FC-DPV 3415, фрагментарну нижню щелепу, на підставі подібності форми зубів у розрізі та їх розташування у щелепі до FC-DPV 2869.